# Arisaema triphyllum

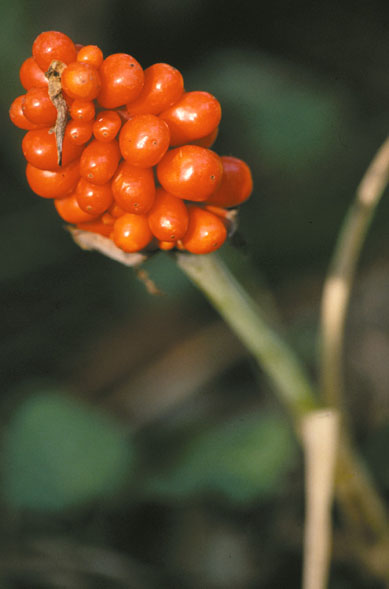
Frutos.

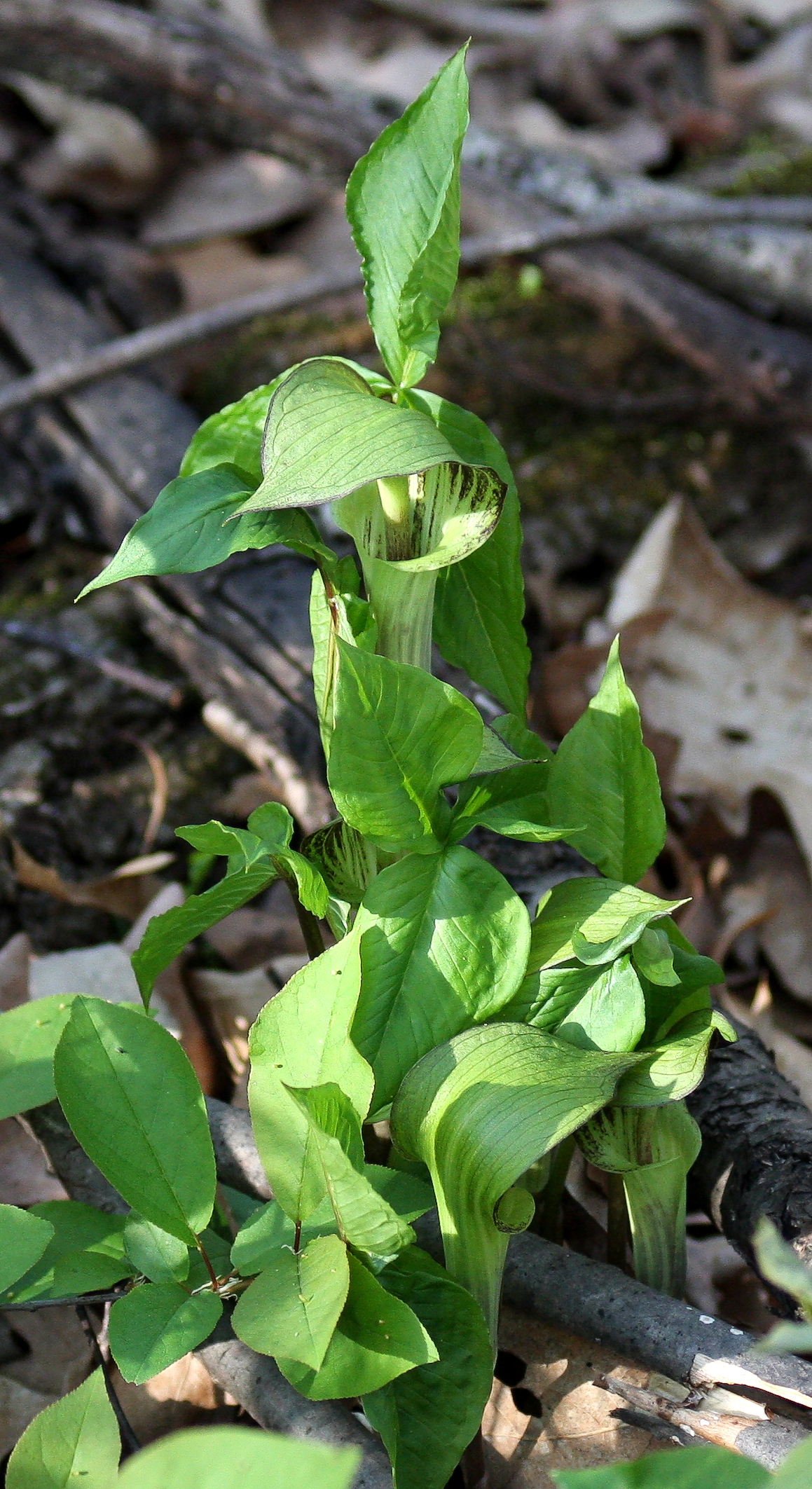
Planta en su hábitat

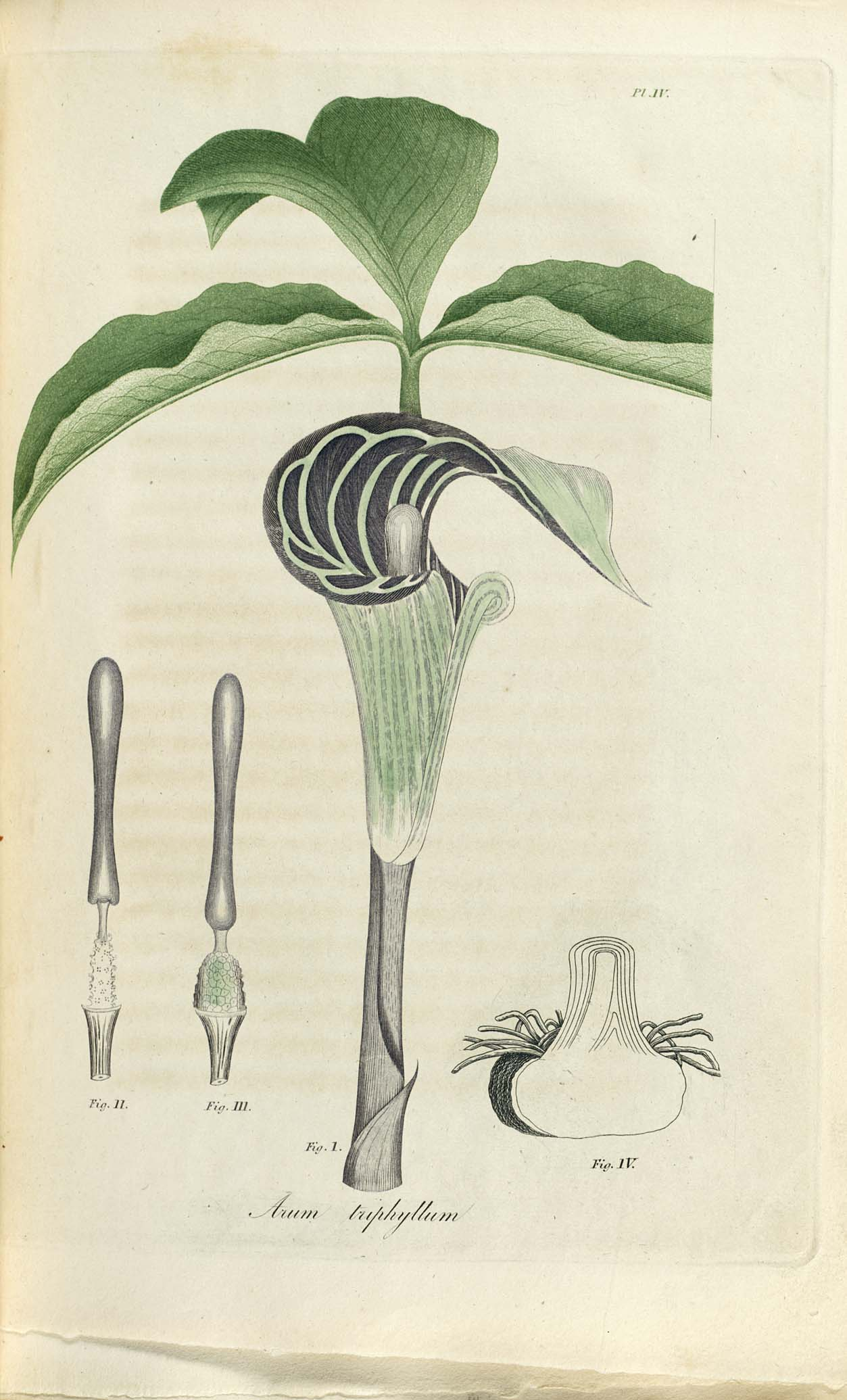
Ilustración

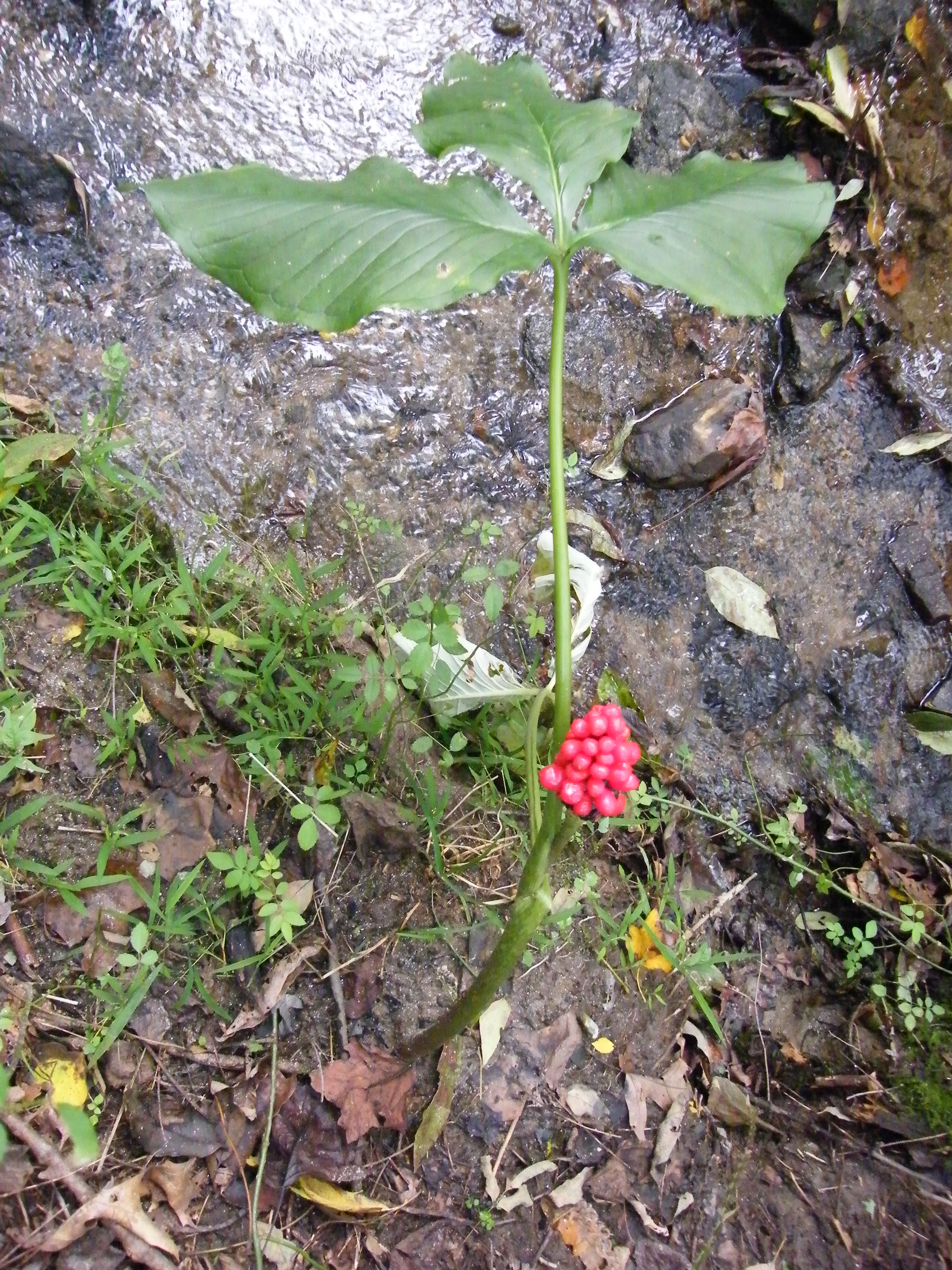
Vista de la planta

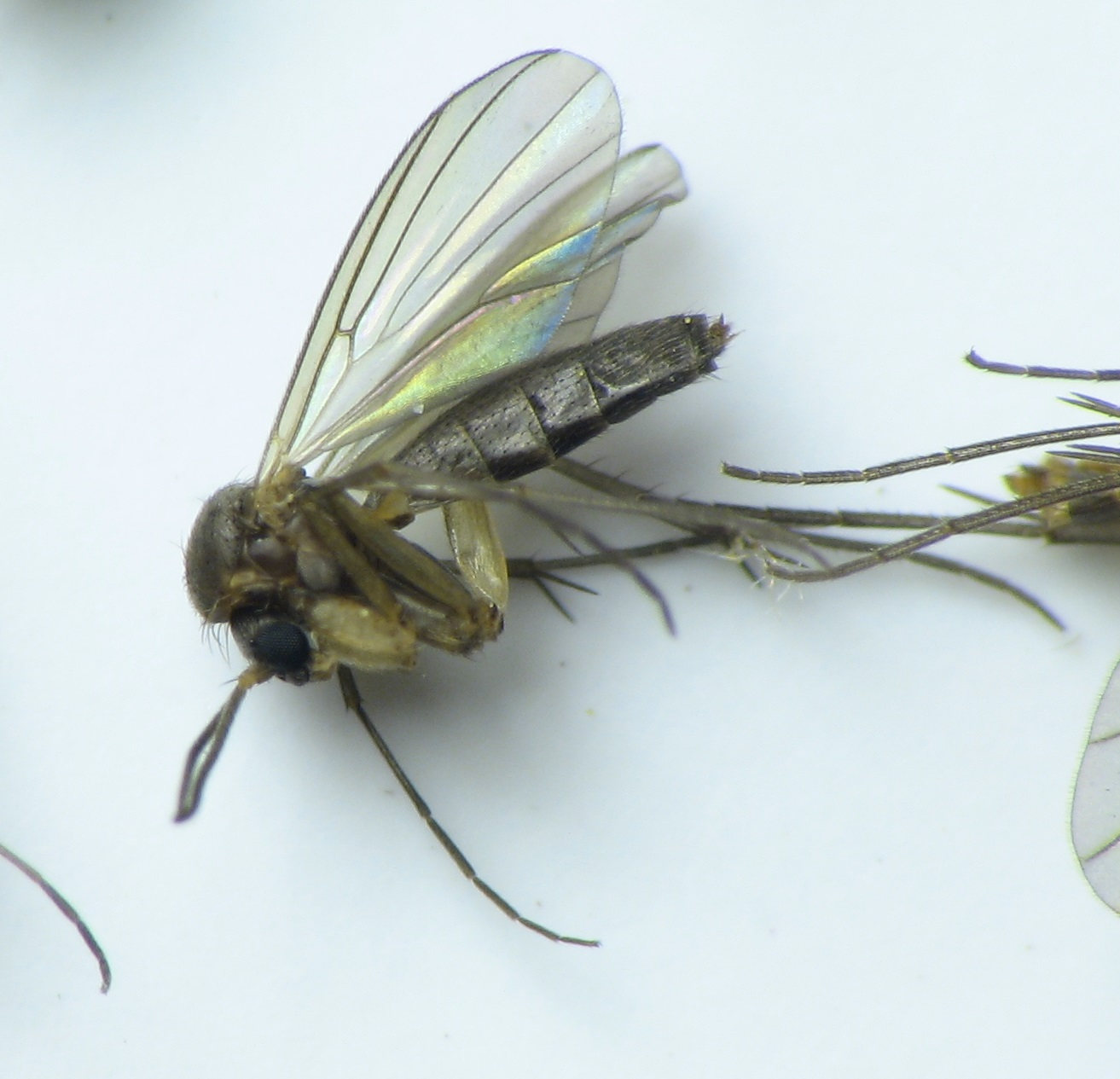
Mosquita micetofílida Phronia muerta dentro en una inflorescencia femenina

 Arisaema triphyllum es una planta perenne perteneciente a la familia de las aráceas. Es una especie normalmente muy variable pasando de 30 a 65 cm de altura, con tres hojas y flores contenidas en un espádice que está cubierto por una capucha.  

## Distribución y hábitat
Es nativa del este de Norteamérica, pudiéndose encontrar en arbolados y matorrales húmedos desde el oeste de Nueva Escocia a Minnesota, y al sur, hasta la Florida meridional.

## Descripción
La hojas son trifoliadas, con grupos de tres hojas que crecen juntas en la parte superior de un tallo largo producidas a partir de un cormo, cada hoja tiene 8-15 cm de largo y  3-7 cm de ancho. Las plantas se confunden a veces con la hiedra venenosa, especialmente antes de que las flores aparecen.
Las inflorescencias tienen forma irregular y crecen hasta los 8 cm de largo. Son de color amarillo verdoso con rayas de color marrón o púrpura. La espata, en esta planta conocida como "el púlpito" la envuelve y cubre más y contienen una espádice cubierta con flores diminutas de ambos sexos. Las flores son unisexuales en la mayoría, si bien casi todas las flores son de sexo masculino en las plantas jóvenes y de menor tamaño. Con la edad las plantas producen más  espadices con flores femeninas. Las flores son visitadas por mosquitas de los hongos que actúan como polinizadores. Es un sistema de polinización por engaño en que los polinizadores no reciben ninguna recompensa, en cambio son atrapados por la inflorescencia. Algunas no pueden escapar de las inflorescencias femeninas y mueren dentro de ellas. Esta especie florece de abril a junio.
Los frutos son lisos, brillantes verdes, con bayas de 1 cm de ancho agrupadas en el engrosamiento del espadice. Los frutos maduran a finales de verano y otoño, con un brillante color rojo. Cada baya produce de 1 a 5 semillas en general, las semillas son de color blanco a bronceado, redondeado, a menudo con bordes aplanados y un breve punto fuerte en la parte superior redondeada y una superficie inferior. Las plantas de semillero necesitan tres o más años de crecimiento antes de que se vuelvan lo suficientemente grandes como para florecer.

## Propiedades
La planta contiene oxalato de calcio en todas las partes, y por ello el consumo de esta materia prima vegetal se traduce en una poderosa sensación de quemazón.  Puede causar irritación de la boca y el sistema digestivo, y en raras ocasiones, la inflamación de la boca y la garganta puede ser lo bastante grave como para afectar la respiración.
Si la planta está bien seca o cocida puede ser consumido como una de las hortalizas.
Una preparación de la raíz se conoce que ha sido utilizada por los nativos americanos como tratamiento para el dolor en los ojos. También se hicieron preparativos para tratar el reumatismo, la bronquitis, y mordeduras de serpientes, así como para inducir a la esterilidad.

## Taxonomía
Arisaema triphyllum fue descrita por  (Linneo) Schott y publicado en Meletemata Botanica 1: 17. 1832.
Sinonimia
- Arum triphyllum L. (1753).
- Alocasia triphylla (L.) Raf. (1837).
- Arum atrorubens Aiton (1789).
- Arum vittatum Salisb. (1796).
- Arum triphyllum var. atropurpureum Michx. (1803).
- Arum triphyllum var. virens Michx. (1803).
- Arum triphyllum var. pallescens Sims (1806).
- Arum triphyllum var. viride Sims (1806).
- Arum triphyllum var. zebrinum Sims (1806).
- Arisaema atrorubens (Aiton) Blume (1836).
- Arisaema brasilianum Blume (1836).
- Arisaema hastatum Blume (1836).
- Alocasia atrorubens (Aiton) Raf. (1837).
- Alocasia lobata Raf. (1837).
- Arum triphyllum var. atrorubens (Aiton) Dewey ex Alph.Wood (1847).
- Arisaema quinatum var. obtusoquinatum Alph.Wood (1861).
- Arisaema atrorubens var. viride Engl. in A.L.P.de Candolle & A.C.P.de Candolle (1879).
- Arisaema zebrinum G.Nicholson (1884).
- Arisaema pusillum Nash in N.L.Britton (1901).
- Arisaema stewardsonii Britton (1901).
- Arisaema acuminatum Small (1903).
- Arisaema deflexum Nieuwl. & K.Just (1931).
- Arisaema pusillum f. pallidum Eames (1931).
- Arisaema atrorubens f. pusillum (Peck) Fernald (1940).
- Arisaema atrorubens f. viride (Engl.) Fernald (1940).
- Arisaema atrorubens f. zebrinum (Sims) Fernald (1940).
- Arisaema atrorubens f. pallascens (Sims) Raymond (1949).
- Arisaema atrorubens var. zebrinum (Sims) Raymond (1949).[2]